# Лумако
Лумако' (ісп. Lumaco) — селище в Чилі. Адміністративний центр однойменної комуни. Населення — 1634 особи (2002). Селище і комуна входить до складу провінції Мальєко і регіону Арауканія.
Територія комуни — 1119,00 км². Чисельність населення — 10 857 мешканців (2007). Щільність населення — 9,7 чол./км².

## Розташування
Селище розташоване за 69 км на північний захід від адміністративного центру області міста Темуко та за 44 км на південний схід від адміністративного центру провінції міста Анголь.
Комуна межує:
- на півночі — з комунами Пурен, Лос-Саусес
- на сході — з комуною Трайгуєн
- на південному сході — з комуною Гальварино
- на півдні — з комунами Чольчоль, Карауе
- на заході — з комуною Тіруа
- на північному заході — з комуною Контульмо

## Демографія
Згідно з даними, зібраними в ході перепису Національним інститутом статистики, населення комуни становить 10 857 осіб, з яких 5793 чоловіки і 5064 жінки.
Населення комуни становить 1,16 % від загальної чисельності населення регіону Арауканія. 63,76 % відноситься до сільського населення і 36,24 % — міське населення.

### Найважливіші населені пункти комуни
- Лумако (селище) — 1634 мешканців
- Капітан-Пастене (селище) — 2498 мешканців